# PP-2000冲锋枪
PP-2000是一款由俄罗斯圖拉KBP儀器設計廠所研製和生產的冲锋枪，同時兼具冲锋手枪和個人防衛武器的特徵，發射多種9×19毫米魯格彈，包括俄罗斯所研製的7N21和7N31兩種高壓子彈（+P+）。

## 概述
PP-2000是俄罗斯所研製的冲锋枪，同時兼具冲锋手枪和個人防衛武器的特點。。
PP-2000被設計成為一種個人防衛和近身距離作戰兩用的武器。它的設計十分緊湊，並可能是設計成一款非前線人員（如战斗机機組人員及坦克乘員）的近距離防身武器，而非作為步兵和特種部隊的武器。
2008年，PP-2000被俄羅斯警方採用，與PP-19-01「勇士」一起成為了其制式衝鋒槍。

## 設計
PP-2000是一種運用傳統反沖作用工作原理的武器，空槍重1.4公斤（3.09磅），閉鎖式槍栓的設計令其適合進行高精度的近距離射擊。
PP-2000的機匣由耐用度高的單塊式聚合物所製造，可以減輕重量和提高耐腐蚀性，其槍口可裝上消聲器，機匣頂部的MIL-STD-1913戰術導軌可裝上紅點鏡或全息瞄準鏡，快慢機可由大拇指直接操作、拉機柄可以左右轉動。

## 子彈
PP-2000可以發射俄罗斯以外生產的任何商業用9×19毫米北約口徑手枪子彈，並可以使用專門設計的新型7N21和7N31（西里尔字母：7Н21和7Н31）兩種高膛壓（+P+）穿甲型手枪子彈。
7N31子彈可以在：
1. 15公尺（16.4码，49.21英尺）距離貫穿8毫米的鋼板；
2. 50公尺（54.68码，164.04英尺）距離貫穿5毫米的鋼板；和
3. 90公尺（98.43码，295.28英尺）距離貫穿3毫米的鋼板。

這令PP-2000的穿甲能力（包括貫穿頭盔及防彈背心等個人防護裝備）和FN P90（5.7×28毫米）、HK MP7（4.6×30毫米）這兩種北約的個人防衛武器相若，並且讓使用者能夠攻擊障礙物後或在車內的敵人，同時保留了使用原來的9×19毫米魯格彈以達到較穿甲彈要好的制止力。

## 特徵
1. 早期的PP-2000能夠把備用的44發可拆卸式彈匣裝在該槍的後方，可以充當槍托的用途。不過考慮到這種設計並不實際，在量產時已被金屬骨架式折疊槍托所取代。
2. 早期的PP-2000並無裝上拉機柄。如果要拉動槍栓的話，就需要拉動槍械前端暴露出來的槍栓連動座。不過，從右方圖片中的量產型PP-2000可見，這種設計已經被一種跟HK G36一樣可左右轉動的拉機柄所取代。
3. 該槍的扳機護環被設計得很大，並且在前方裝有一個小型向下凸型擋塊。這不但是為了在戴上冬季手套以後仍然可以射擊，也可用作前握把，同時避免射手的手指伸到槍管前方，以及實現在其底部裝上專用的Zenit-2C戰術燈或雷射瞄準器。

## 採用
目前內務部和國家近衛軍已經裝備了PP-2000，以取代從蘇聯時期使用至今的AKS-74U卡宾枪。
此外，KBP儀器設計廠還提供PP-2000的出口。

## 使用國
| 國家     | 組織名稱 | 型號 | 數量 | 日期 |
| -------- | --- | ---- | ---- | ---- |
| 亞美尼亞 | 國家安全局 | —    | —    | —    |
| 亞美尼亞 | 內務部 | —    | —    | —    |
|          | 特種部隊單位 | —    | —    | —    |
|          | 特種部隊單位 | —    | —    | —    |
| 俄羅斯   | 俄羅斯陸軍、俄羅斯空軍、俄罗斯联邦内务部、俄羅斯聯邦國家近衛軍、土星監獄特警隊、對外情報局、法警部門、多個警察機關、私人軍事服務公司 | —    | —    | —    |

## 流行文化

### 電子遊戲
- 2007年—
- 2008年—《戰地之王》
- 2008年—：命名為「PP2000」，裝有消音器，沒有槍托。
- 2009年—及重製版：命名為「PP2000」，以20發彈匣（聯機模式時可使用改裝：延長彈匣增至30發）供彈，最高攜彈量為320發（戰役模式）和120發（聯機模式），槍托長期處於摺疊位置，裝備該槍時玩家角色會單手持槍（重製版中則改以雙手握持）。戰役模式之中由極端民族主義黨政權控制下的俄羅斯空降軍所使用，部份配備熱能探測式瞄具；聯機模式時於等級12解鎖，並可以使用紅點鏡、消音器、全金屬披甲彈（英语：Full metal jacket bullet）、雙持、EOTECH全息瞄準鏡、延長彈匣。
- 2010年—：命名為「PP-2000 Avtomat」，裝有消音器，沒有槍托，奇怪地以20發可拆卸式彈匣供彈卻可裝填40發子彈，而且在空倉重新裝填後玩家角色不會為槍械上膛。
- 2011年—：命名為「PP-2000」，載彈量20+1發（聯機模式時可使用改裝：擴充彈匣增至40+1發），初始攜彈量為105發（聯機模式時使用改裝：擴充彈匣減至82發），最高攜彈量為168發（聯機模式時使用改裝：擴充彈匣減至164發），槍托長期處於伸展位置。單人模式之中由俄羅斯聯邦武裝部隊總參謀部情報局（GRU）特務迪米特里·“帝瑪”·馬雅柯夫斯基（Dimitri “Dima” Mayakovsky）所使用；聯機模式時可被所有兵種於等級7解鎖，被歸類為個人防衛武器，並可以使用內紅點瞄準鏡、雷射瞄準器、消聲器、PKA-S、戰術燈、擴充彈匣、PK-A（放大3.4倍）、ACOG（放大4倍）、反射式瞄準鏡、紅外線夜視鏡（紅外線放大1倍）、光電瞄準鏡、M145（放大3.4倍）。
- 2012年—：命名為「PP2000」，以44發彈匣供彈，可以使用眼鏡蛇紅點鏡及消音器。
- 2012年—《战争前线》：命名为“PP-2000”，为工程师专用武器，使用45发弹匣供彈。可通过商店购买，可以改装枪口配件（通用消音器、冲锋枪消音器、冲锋枪制退器、冲锋枪刺刀）以及瞄准镜（EOTECH 553全息瞄准镜、绿点全息瞄准镜、红点瞄准镜、冲锋枪普通瞄准镜、冲锋枪高级瞄准镜、冲锋枪专家瞄准镜），无法改装战术导轨部件。
- 2013年—《縱橫諜海：黑名單》：追加下载内容武器，型號為PP-19 Bizon-2，命名為“PP2000”，以20發彈匣（可使用改裝：延長彈匣增至42發）供彈。
- 2013年—：命名為「PP-2000」（中文版則命名為「PP-2000衝鋒槍」），發射9×19毫米子彈，載彈量44+1發，最高攜彈量為90發（單人模式），槍托長期處於伸展位置。單人模式之中可由美国海军陆战队精英小隊「墓碑」隊員丹尼爾·雷克（Daniel Recker）所使用；多人聯機模式時為「工程兵」（Engineer）的解鎖武器包武器之一，於達到4,000點個人防衛武器得分時才能解鎖，被歸類為個人防衛武器，並可以使用眼鏡蛇、雷射瞄準器、制動器、PK-A（放大3.4倍）、手電筒、防火帽、PKA-S、PBS-4消音器、PSO-1（放大4倍）、斜視金屬瞄準器、重型槍管以及七件戰鬥包附件（FLIR（紅外線放大2倍）、ACOG（放大4倍）、稜鏡（放大3.4倍）、JGM-4（放大4倍）、土狼、全像、綠點雷射瞄準器、紅外線夜視鏡（紅外線放大1倍）、LS06消音器、M145（放大3.4倍）、雷射／燈光組合、R2消音器、反射式、消音器、戰術燈、三光束雷射、HD-33、消焰器當中之七）。
- 2014年—：命名為“PP2000”，以30發彈匣（使用延長彈匣後增至44發）供彈，攜彈量為120發。
- 2021年—《戰地風雲2042》：作為戰地風雲入口的武器登場。
- 2021年—《蔚藍檔案》：天見和香的固有武器「Sagittarius Night」原型。

### 动画
- 2015年—《魔物娘的同居日常》：由奏比娜（ゾンビーナ，Zombina，CV：持月玲依）所使用，雙持，因種族特性而無須害怕對自己射擊。

## 圖集

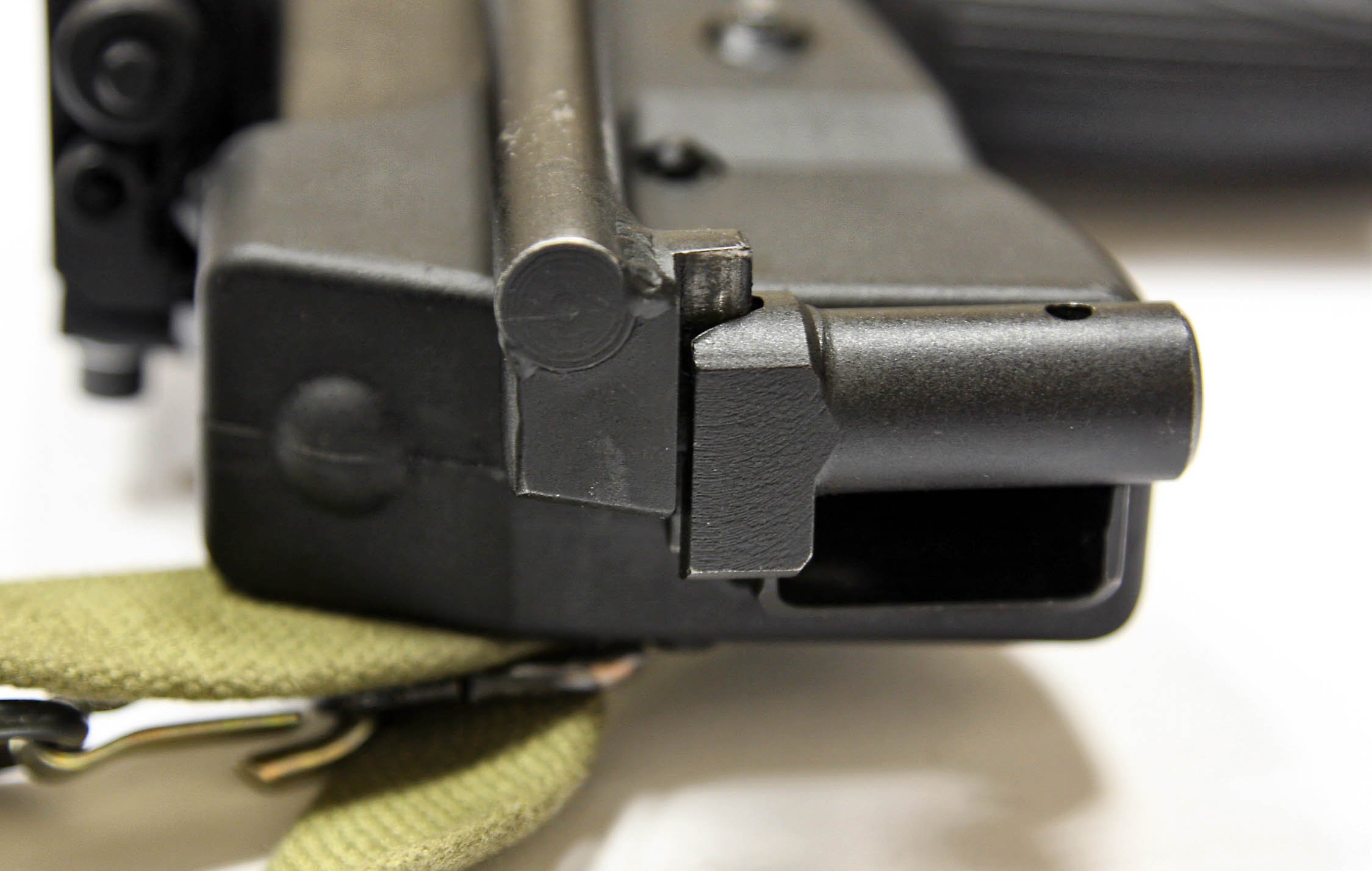
槍托連接處
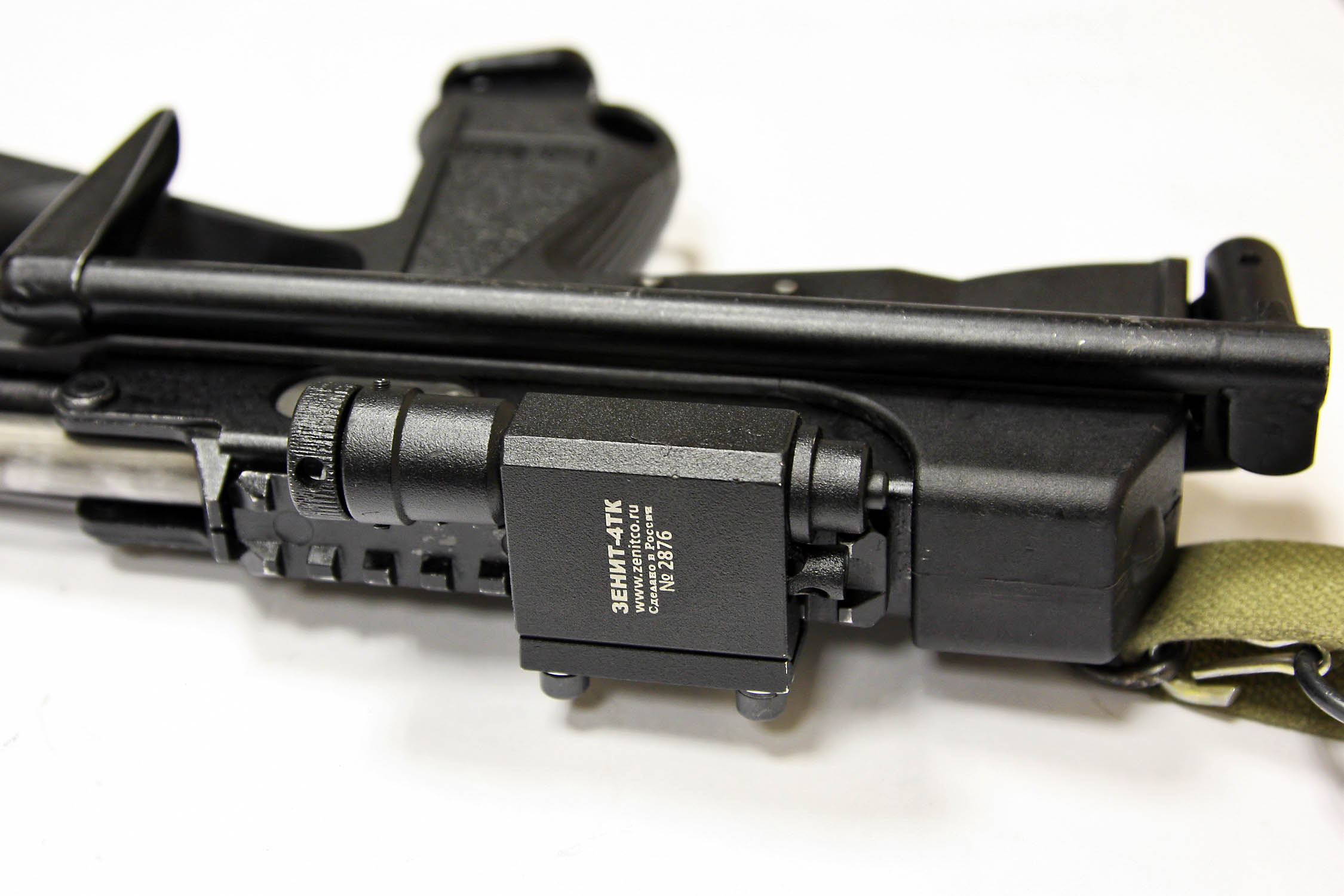
頂部導軌與Zenit-4TK雷射瞄準器
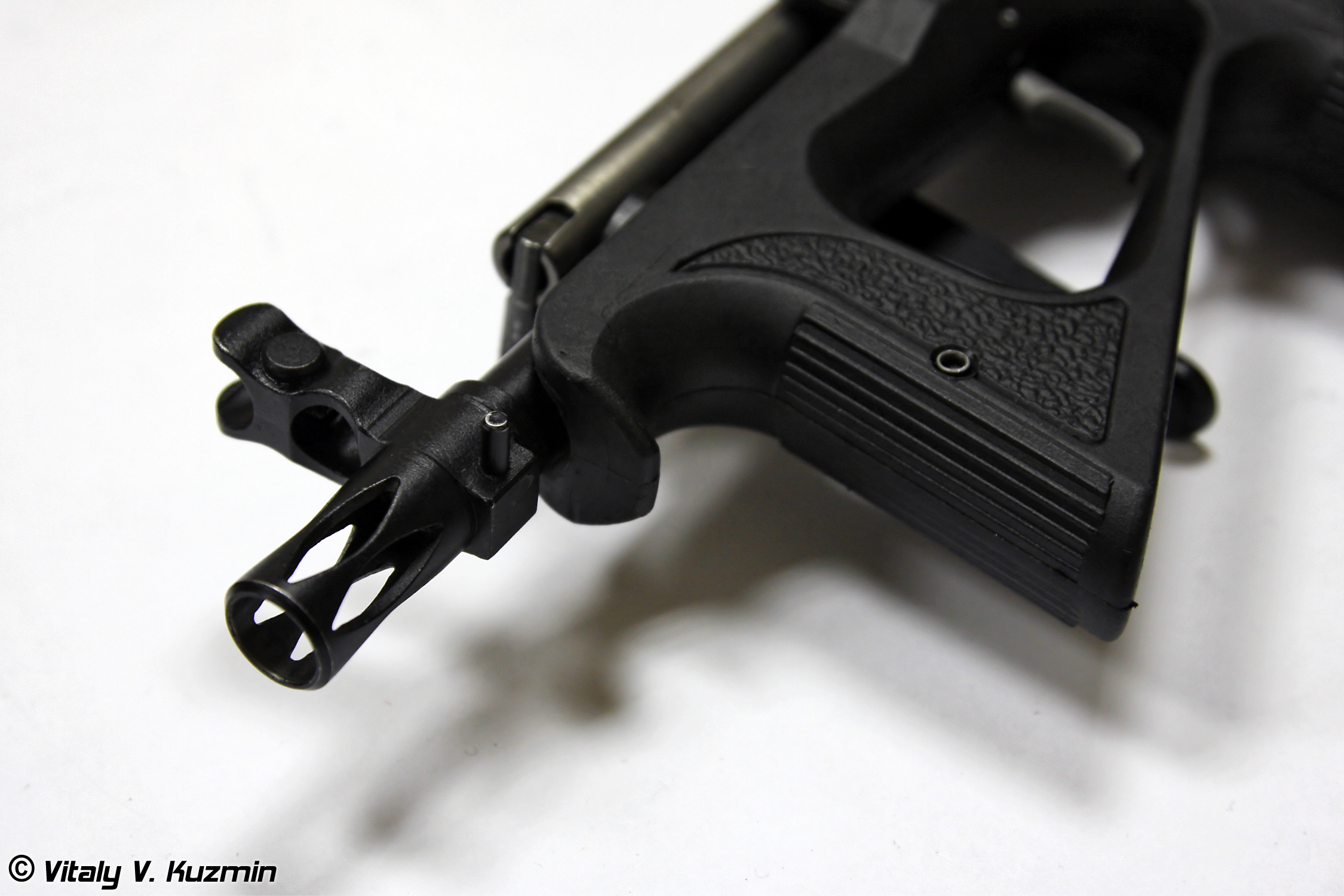
消焰器
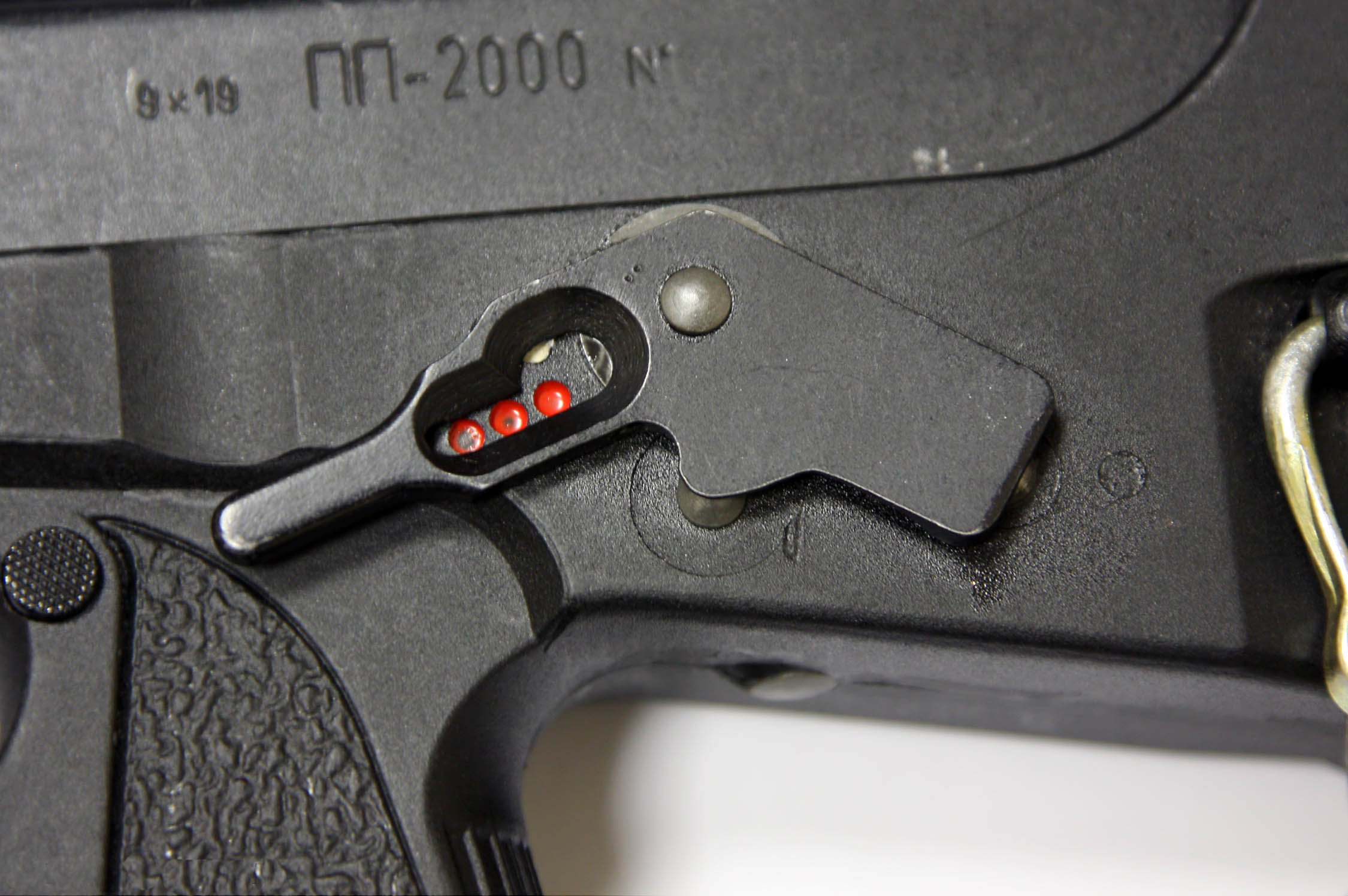
快慢機
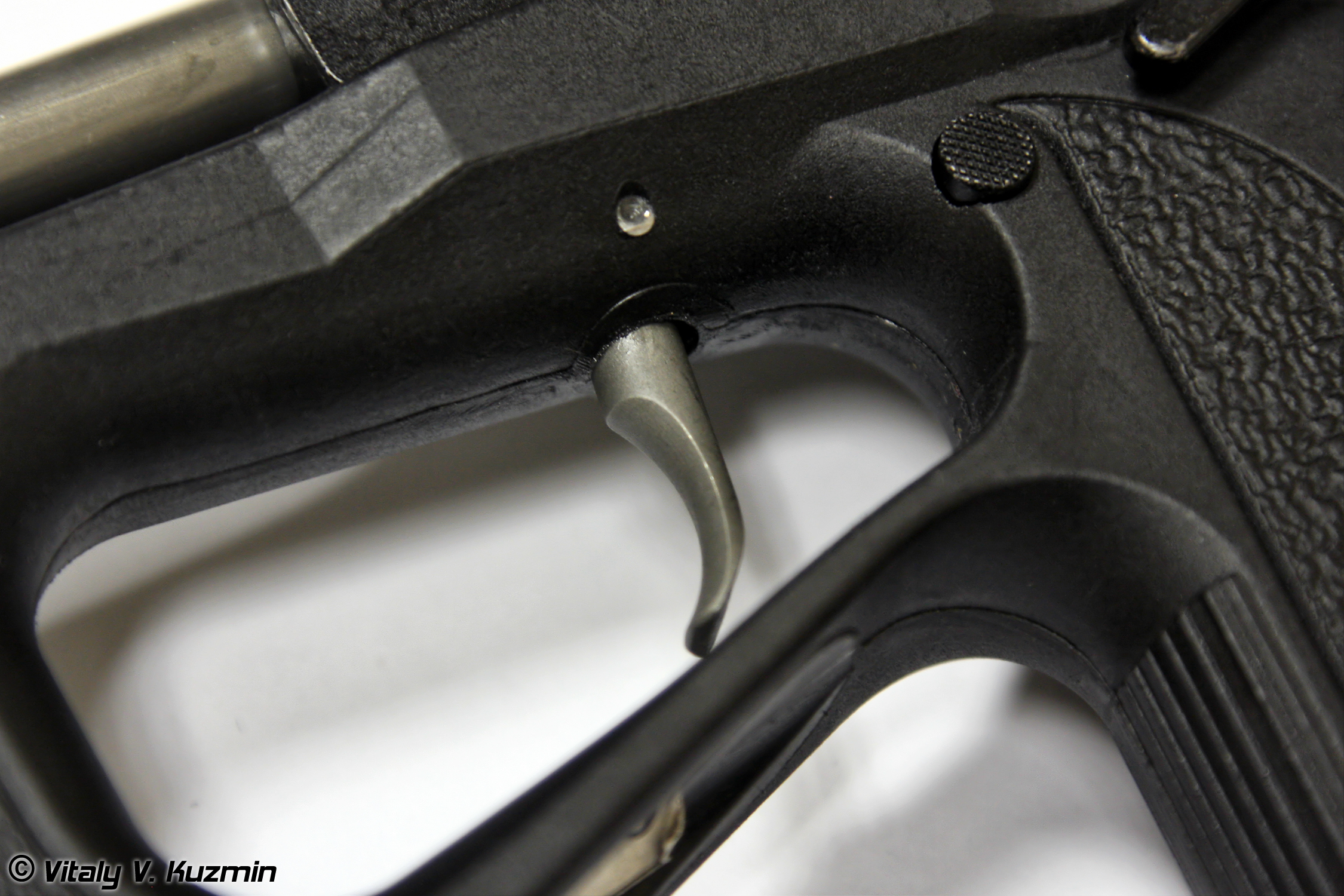
扳機
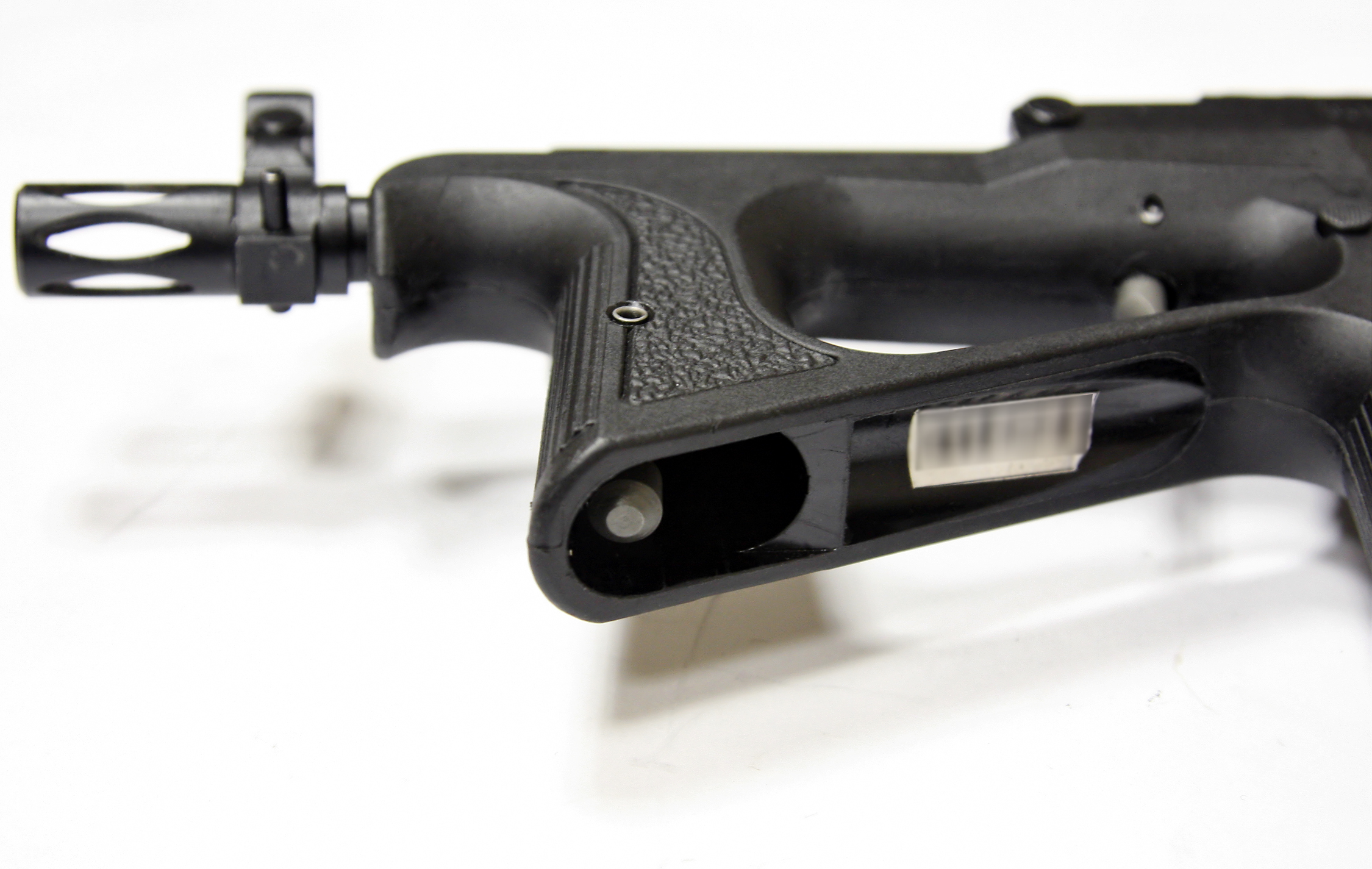
前握把底部的戰術燈安裝接口
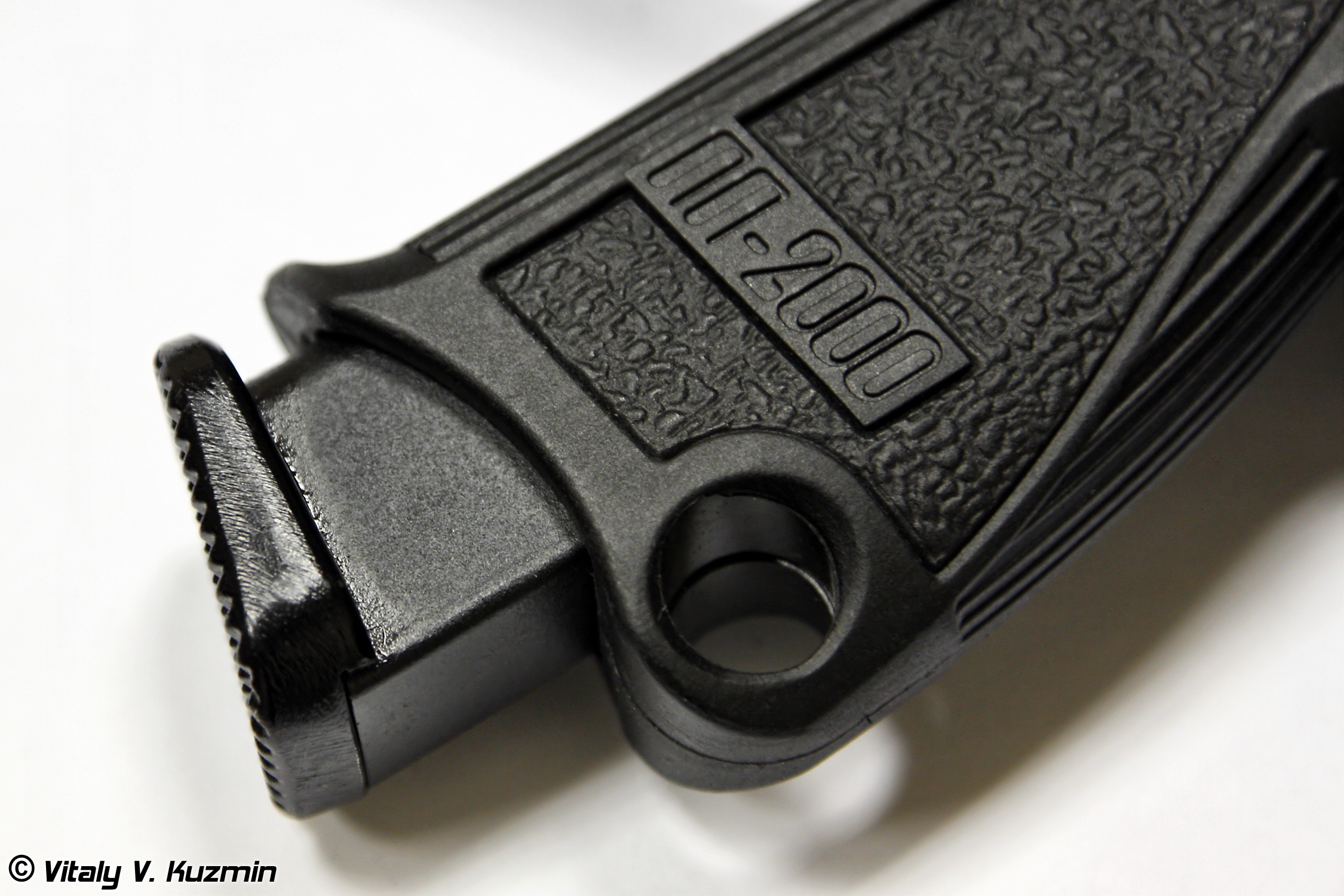
彈匣插槽
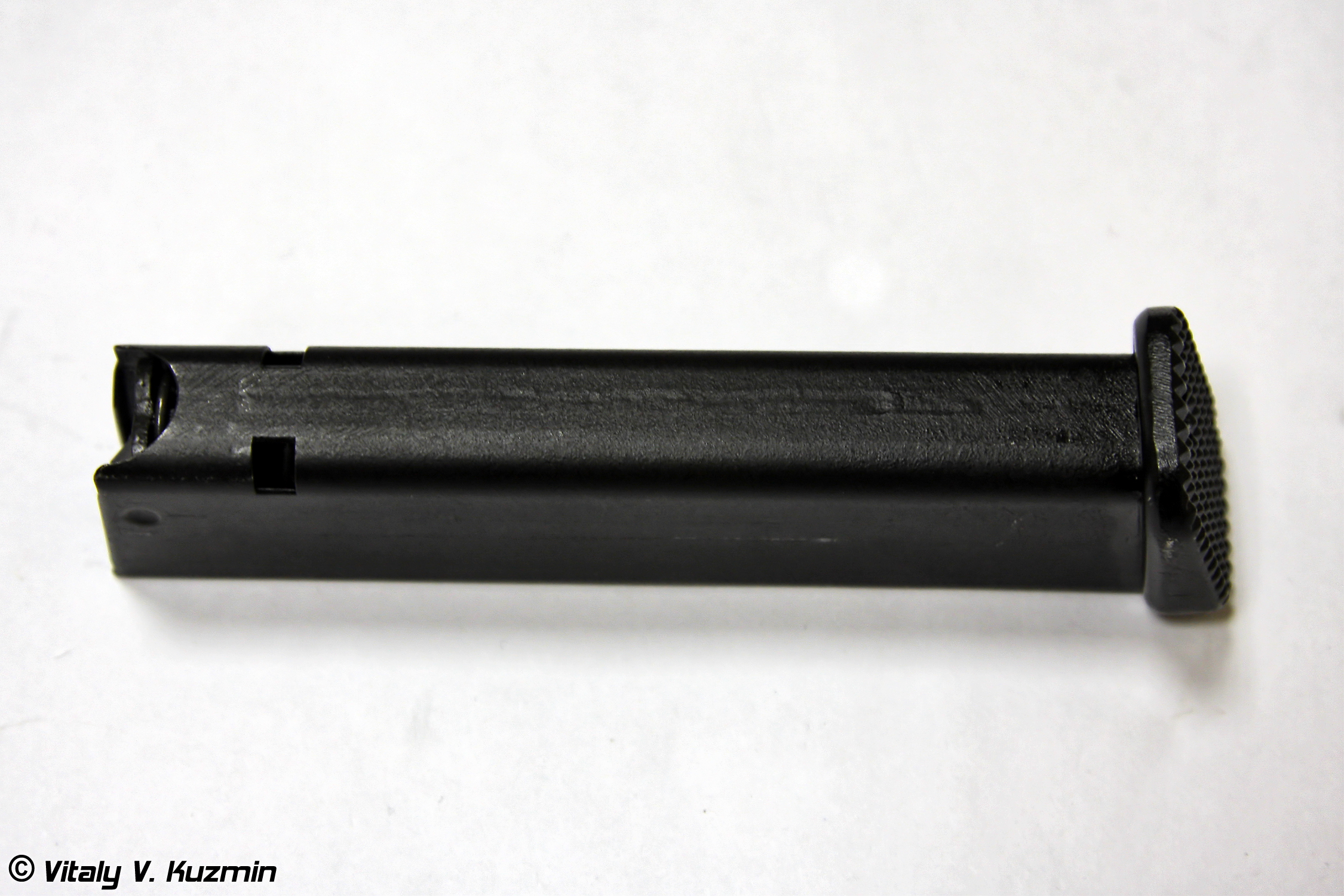
彈匣側面
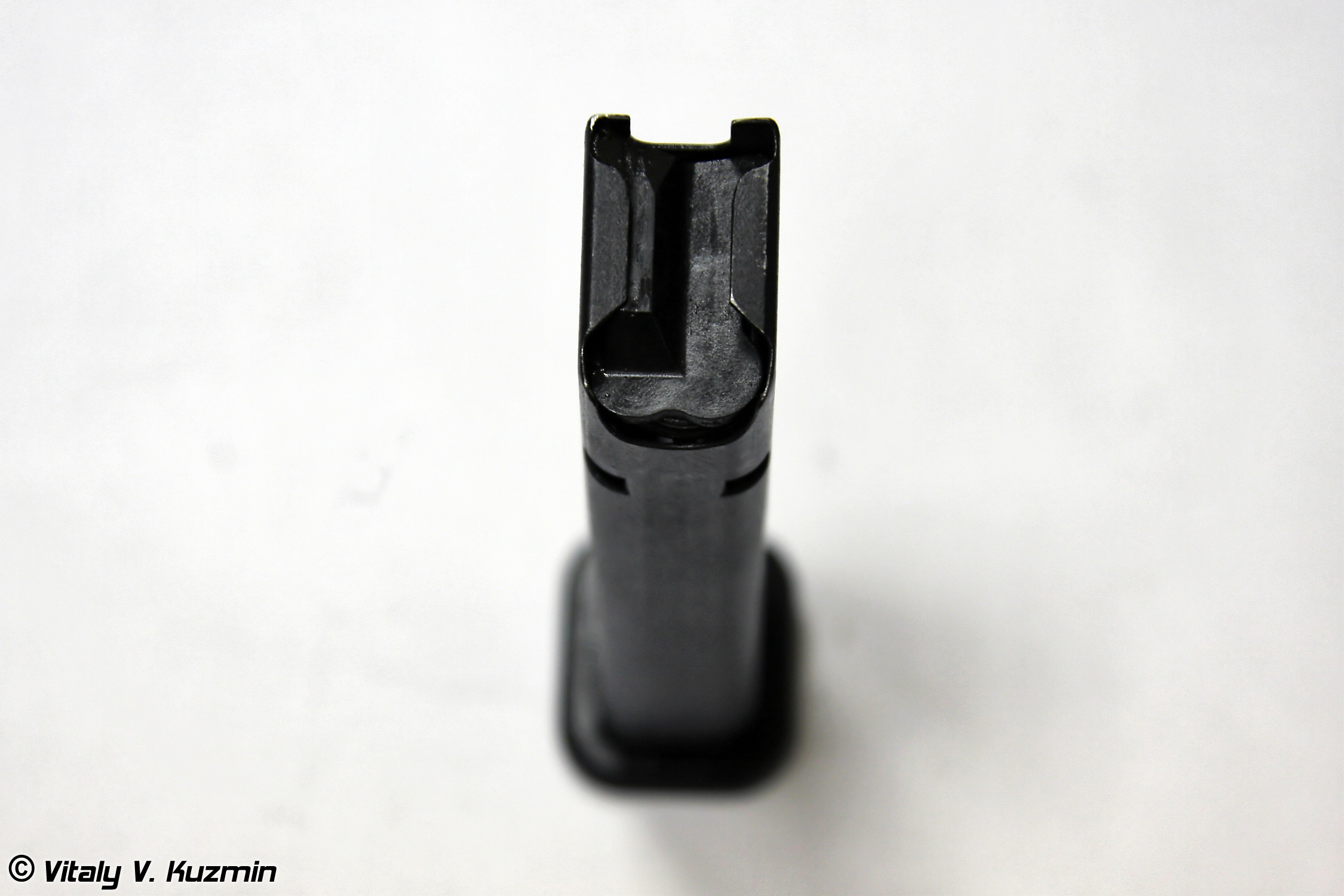
彈匣頂部
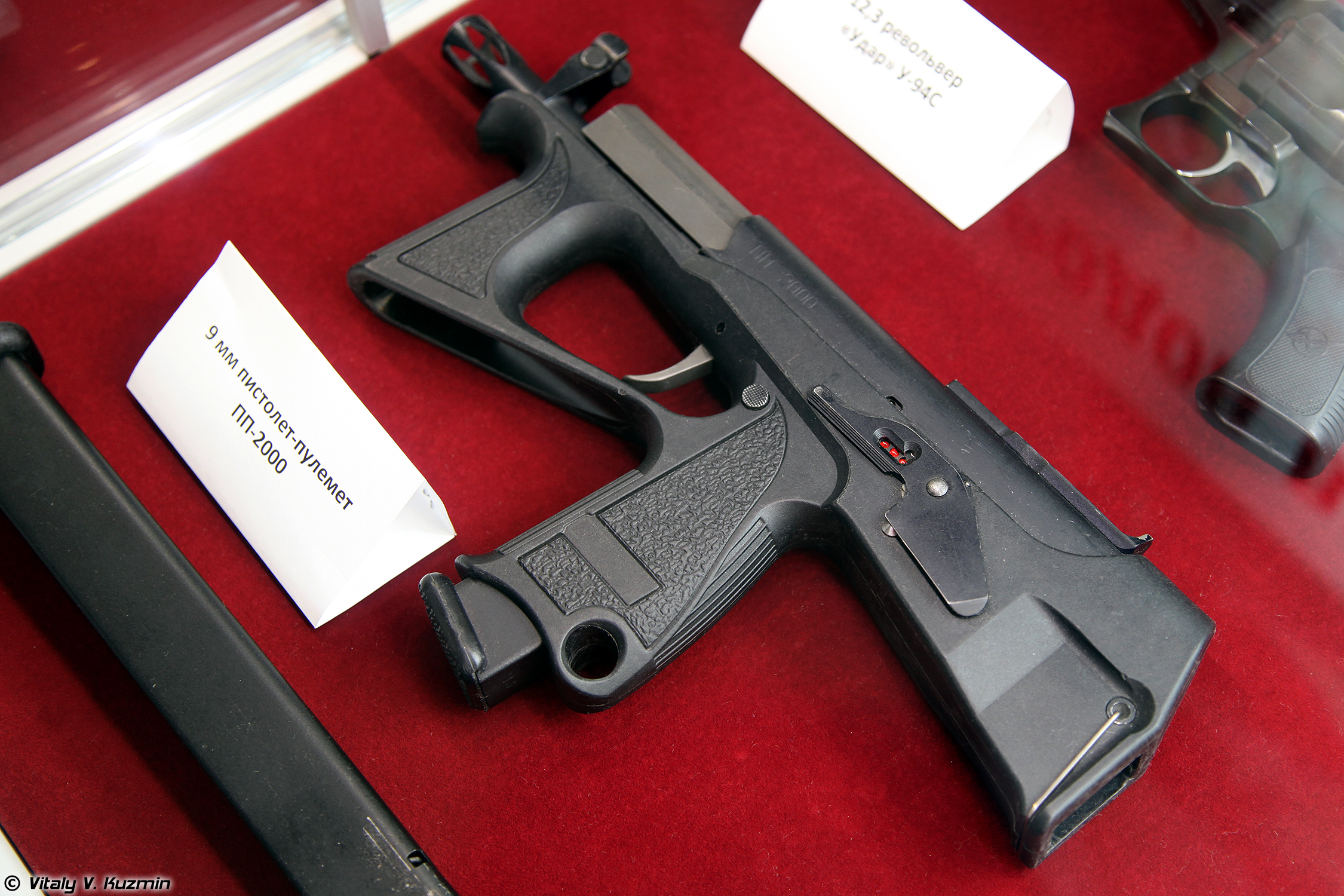
在圖拉國家武器博物館上展出的PP-2000 9毫米衝鋒槍
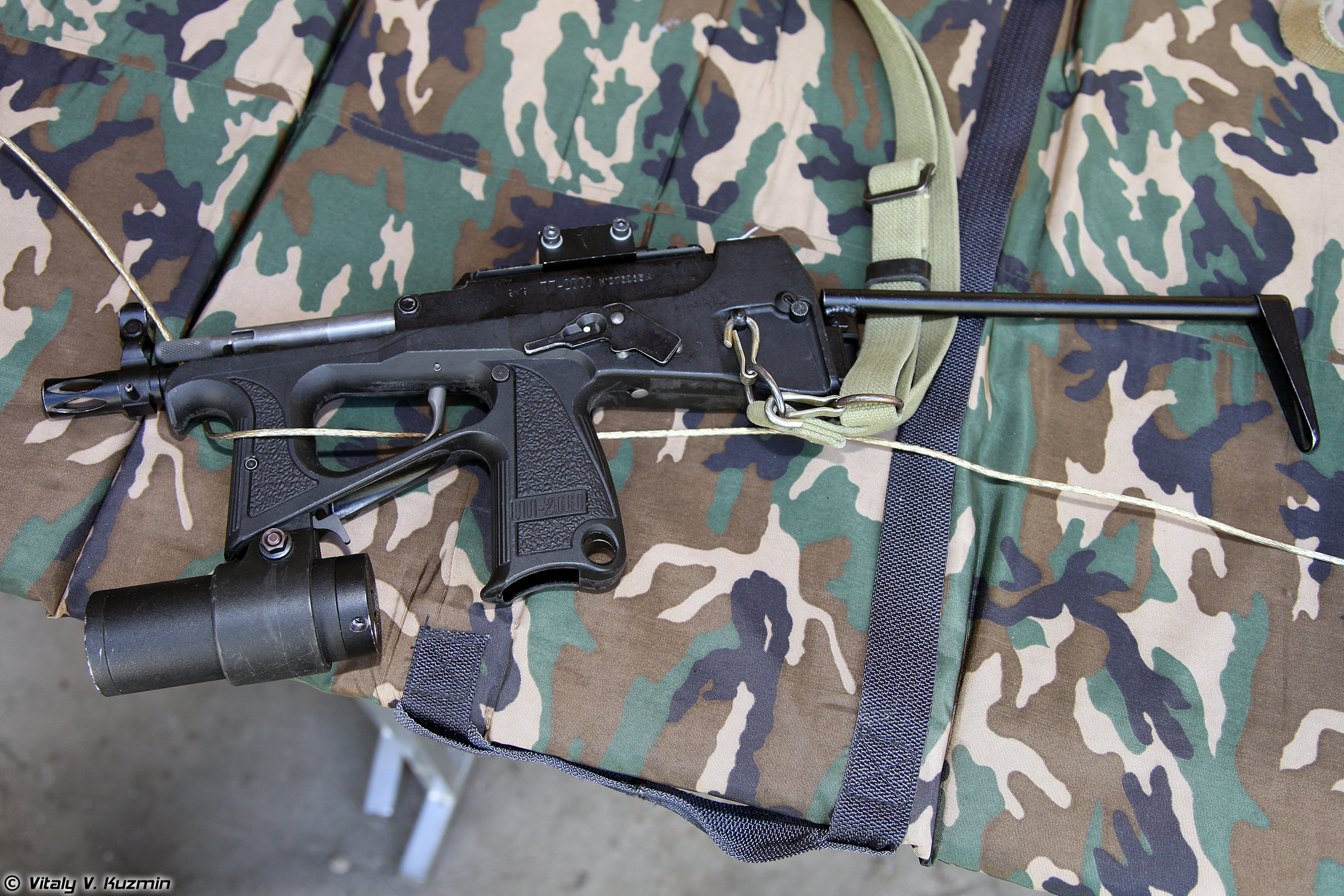
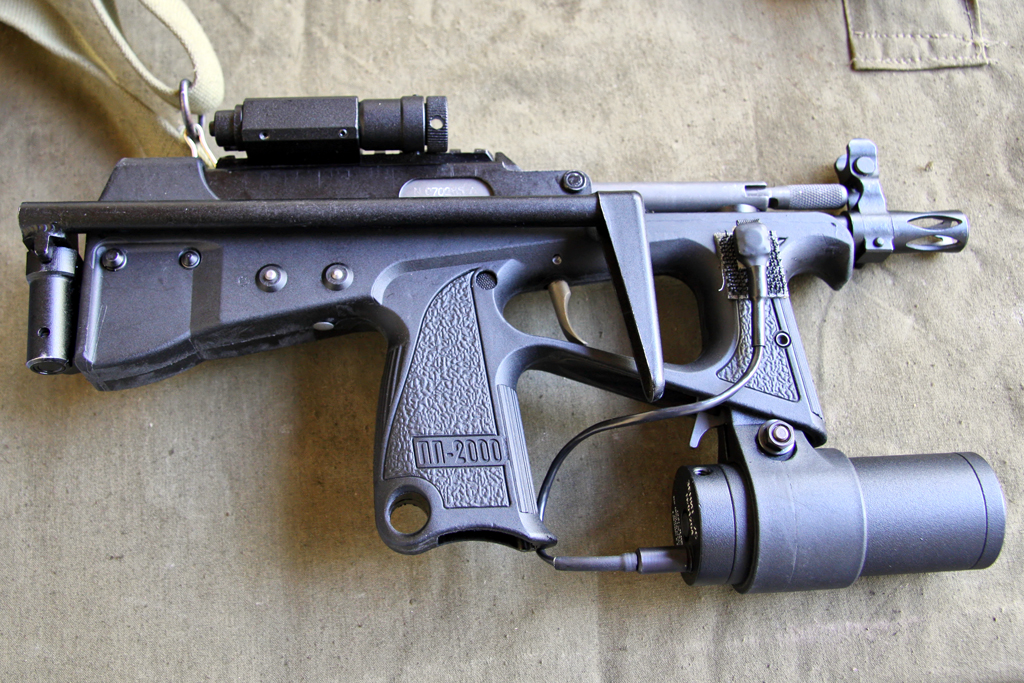
裝上了Zenit-4TK雷射瞄準器和Zenit-2C戰術燈的PP-2000 9毫米衝鋒槍
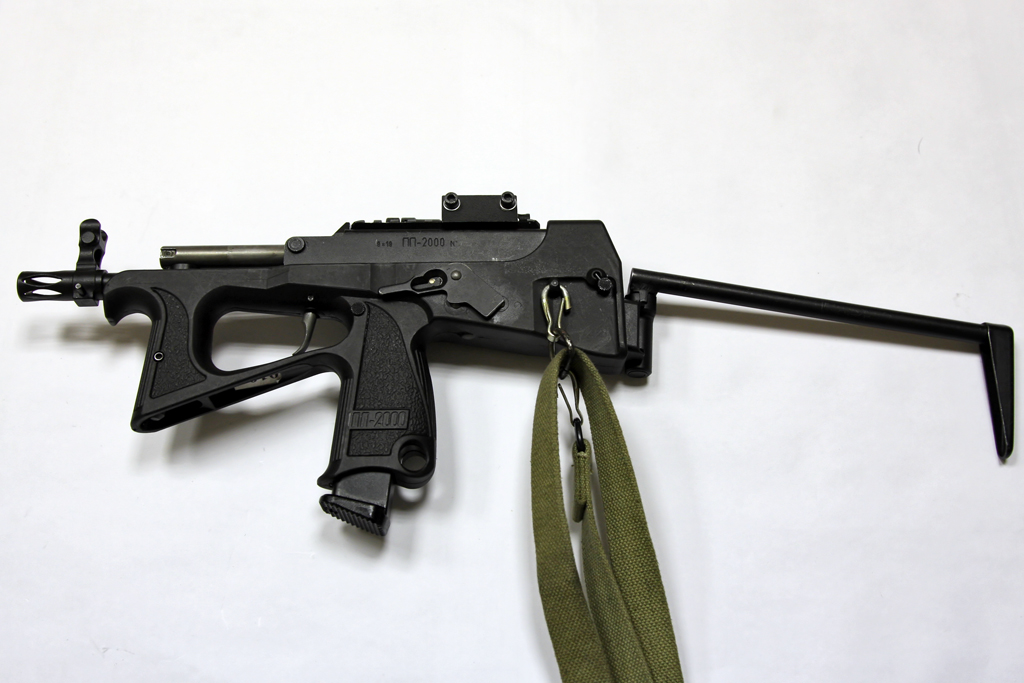
槍托伸展、裝上了雷射瞄準器、槍背帶（英语：Sling (firearms)）和彈匣的PP-2000 9毫米衝鋒槍
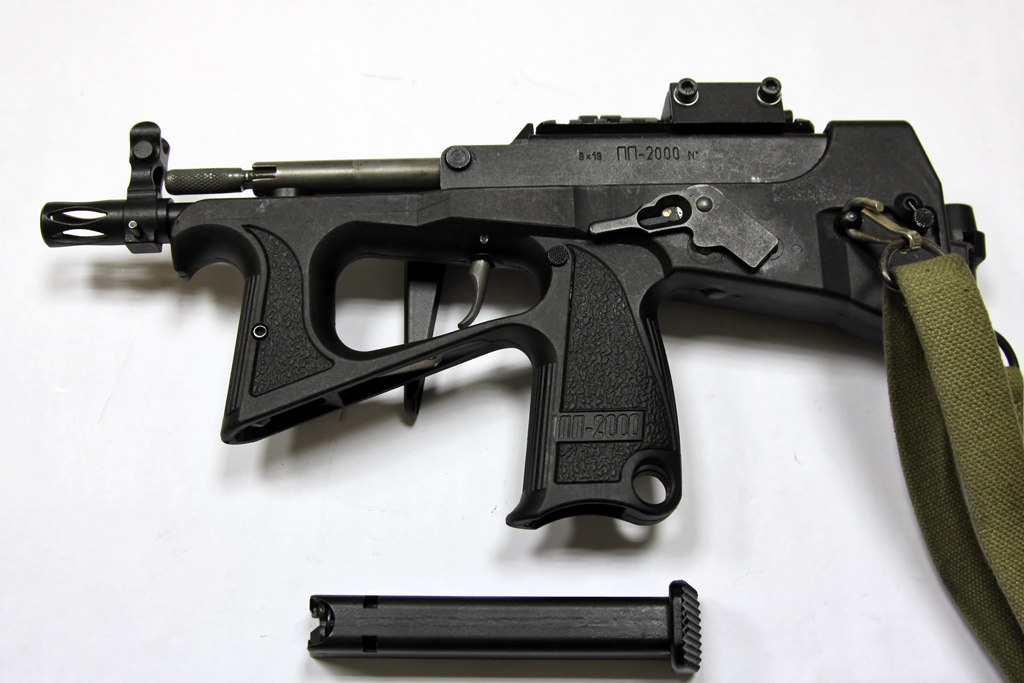
槍托縮折、裝上了雷射瞄準器、槍背帶的PP-2000 9毫米衝鋒槍和其彈匣
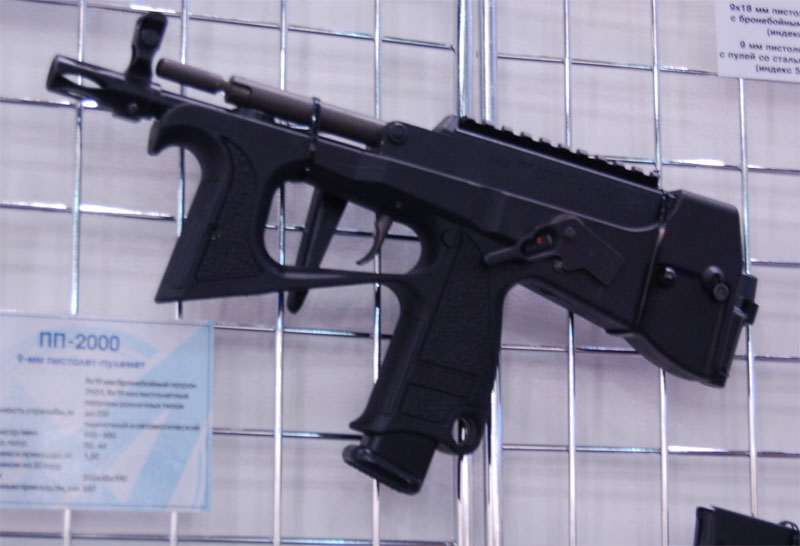
2009年莫斯科国际航空航天展览会上的PP-2000目前生產型號展出槍，9毫米口徑衝鋒槍，裝上折疊槍托和20發可拆卸式彈匣
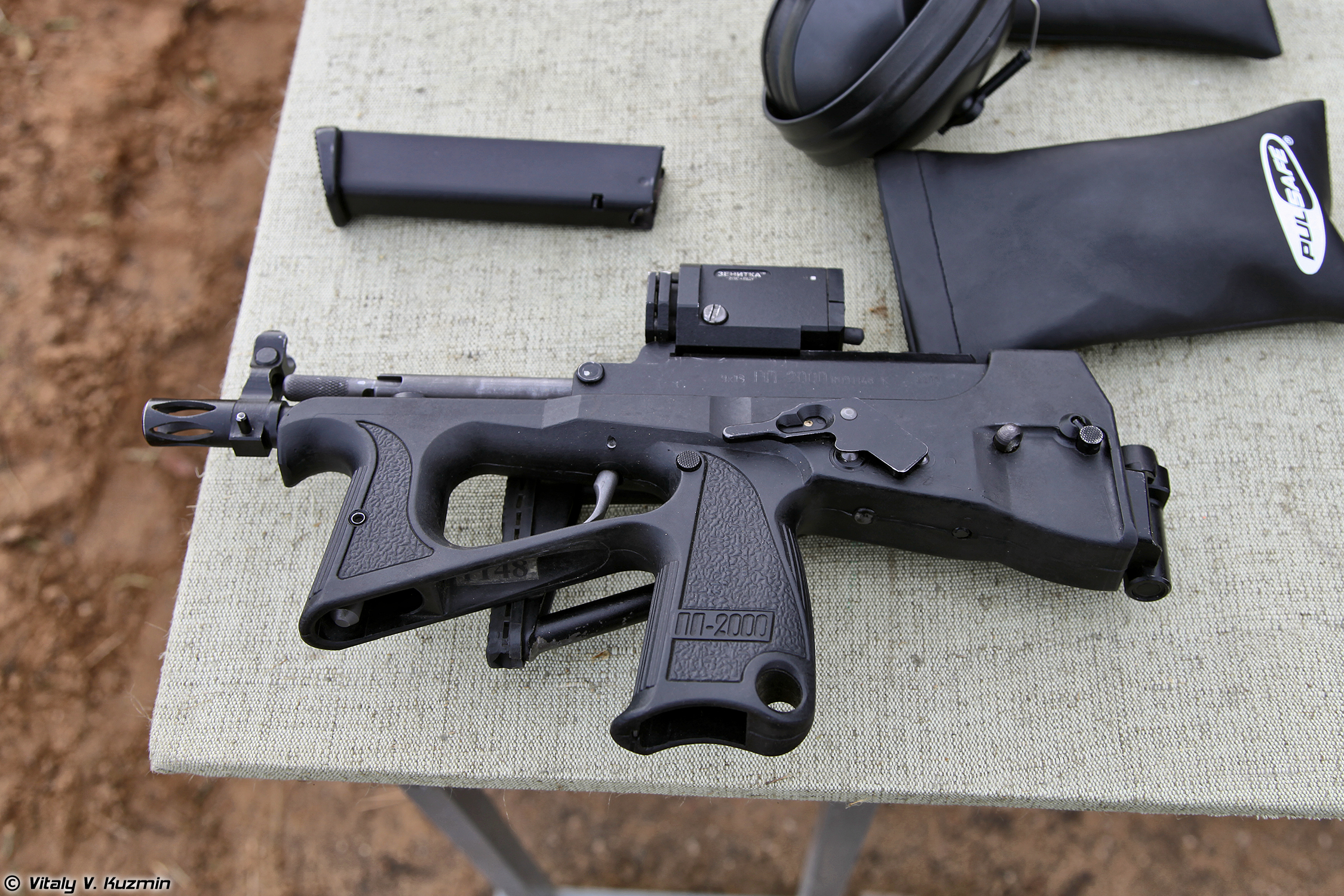
2013年俄羅斯國際軍警安防設備展（Interpolitex 2013）上的PP-2000目前生產型號展出槍，9毫米口徑衝鋒槍，裝上最新型折疊式槍托和紅點鏡
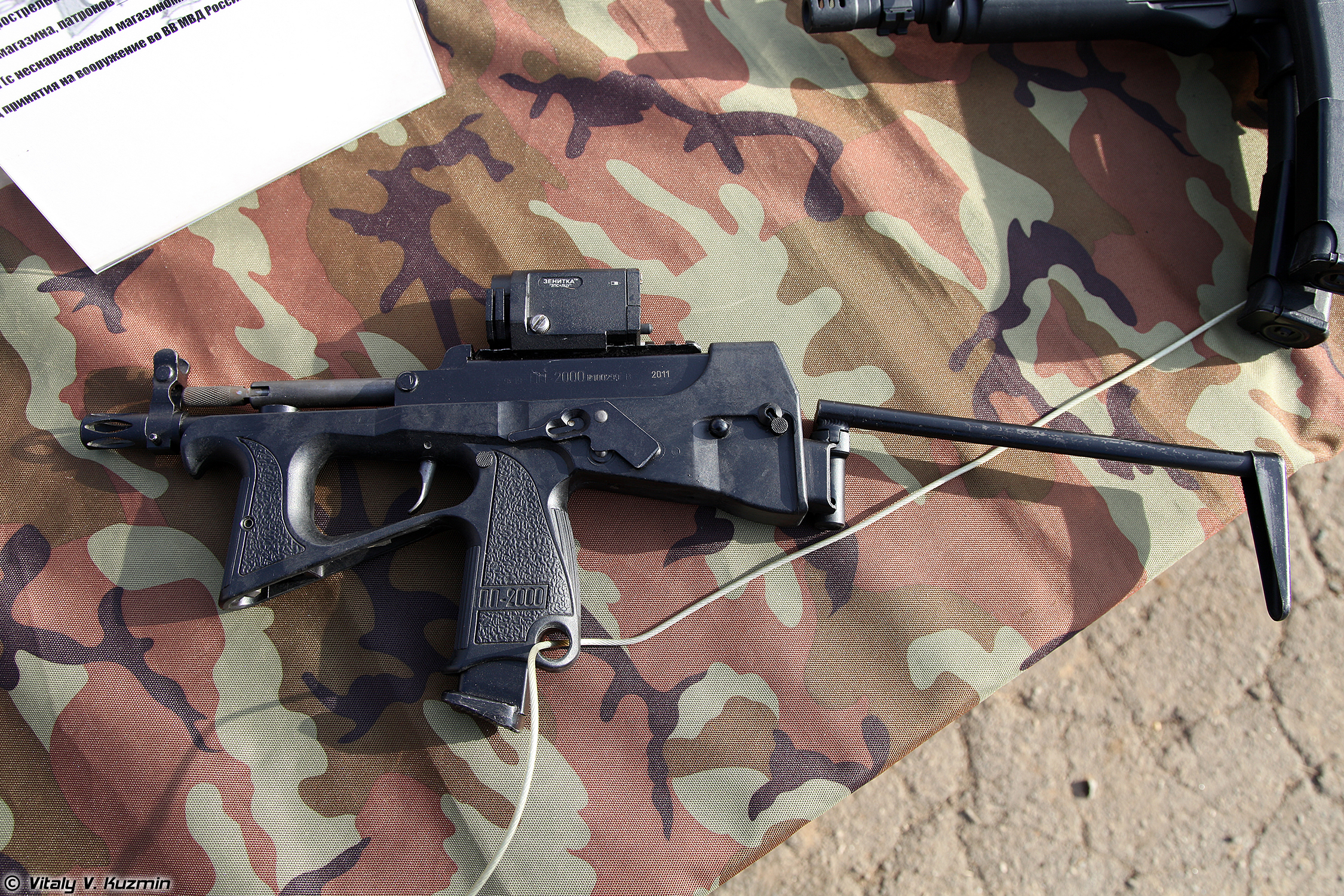
2015年俄羅斯國際軍警安防設備展（Interpolitex 2015）上的PP-2000
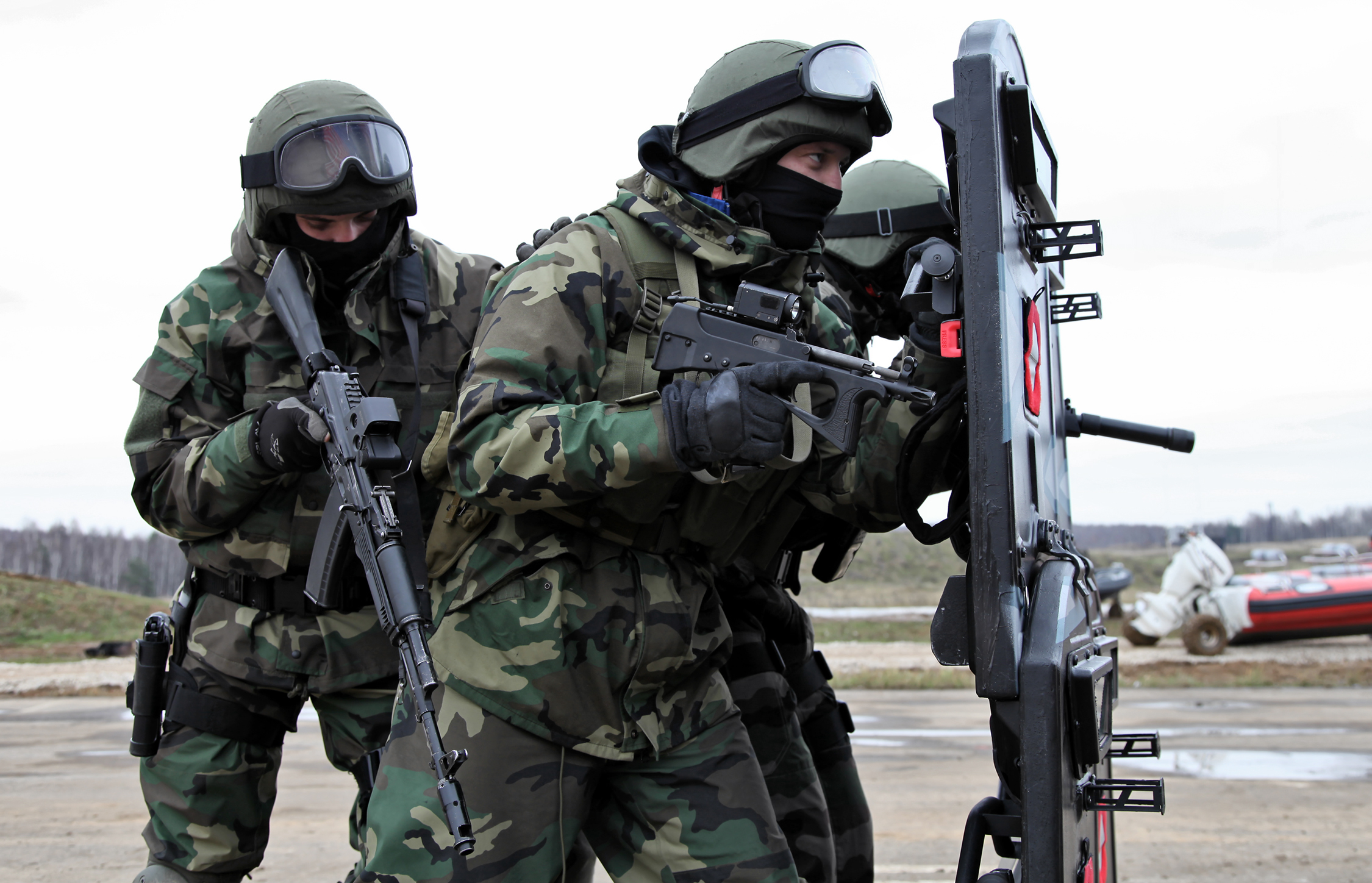
一名使用PP-2000的第604特別用途中心幹員

## 資料來源
1. 1 2 3  Пистолет-пулемет ПП-2000 // журнал «Солдат удачи», № 2 (137), 2006 г., стр.24-25
2. 1 2  Пистолет-пулемет ПП-2000 (серийный) // журнал «Солдат удачи», № 12 (147), 2006 г., стр.24-25
3. 1 2 3 4 5 6 7  . KBP.   [2010-07-26]. （原始内容存档于2012-04-17）.
4. 1 2  .   [2010-01-19]. （原始内容存档于2010-08-19）.
5. 1 2  . KBP.   [2010-07-26]. （原始内容存档于2012-01-10）.
6. ↑  .   [2014-01-02]. （原始内容存档于2011-11-23）.
7. ↑  Спецоперация КНБ: задержаны прокурор и члены нефтяных ОПГ
8. ↑  尤金·鮑姆加滕。輕武器羈押小組。／／NBF雜誌“衛報”，2007年2月28日（Евгений Баумгартен. Стрелковое оружие для групп задержания. // журнал НСБ «Хранитель», 28 февраля 2007 г.）
9. ↑  "Как сообщил корр.АРМС-ТАСС на выставке "IDEX 2009" представитель отдела маркетинга и рекламно-выставочной деятельности КБП Юрий Амелин, "изделие прошло все испытания и рекомендовано для принятия на вооружение российской армии... ПП-2000 производится серийно, уже принят на вооружение МВД России и поставляется российским силам обеспечения правопорядка в больших объемах.""
俄羅斯軍隊將會採用PP-2000衝鋒槍 （页面存档备份，存于）／／“新聞MIC”，2009年2月25日（Пистолет-пулемет ПП-2000 будет принят на вооружение российской армии // "Новости ВПК" от 25 февраля 2009）
10. ↑  2009年10月2日俄羅斯聯邦政府第776號決議案「關於向聯邦政府法警提供近身作戰輕武器及其他武器、彈藥、專用工具、設備和設備」（Постановление Правительства Российской Федерации № 776 от 2 октября 2009 года "Об обеспечении боевым ручным стрелковым и иным оружием, патронами к нему, специальными средствами, оборудованием и снаряжением Федеральной службы судебных приставов"）

## 外部連結
- （俄文）—KBP官方網站
- （英文）—Defense Review—KBP Jintroduċi l-PP-2000 SMG / PDW għal mill-qrib Kwartieri ta 'Battalja （CQB） Applikazzjonijiet
- （英文）—Modern Firearms.com—
  - PP-2000 submachine gun（页面存档备份，存于）
  - 7N31 Ammunition
- （英文）—Weapon.ge—KBP PP-2000（页面存档备份，存于）
- （英文）—Zonawar.ru—PP - 2000 submachine gun
- （英文）—The Firearm Blog.com—
  - Russian Police moving away from AK carbines and Makarov pistol.（页面存档备份，存于）
  - Kalashnikov Concern, Tula, TsNIITochMash at IDEX（页面存档备份，存于）
  - A Look Inside The PP-2000（页面存档备份，存于）
  - POTD: Putin On The PP2000（页面存档备份，存于）
- （英文）—The Truth About Guns.com—Personal Defense Weapons (PDW): A Solution in Search of a Problem?（页面存档备份，存于）
- （英文）—Tactical-Life.com—10 Russian SMGs Built For Close Quarters Combat（页面存档备份，存于）
- （英文）—weaponsystems.net—PP-2000（页面存档备份，存于）
- （俄文）—Энциклопедия Вооружений－ПП-2000（页面存档备份，存于）
- （简体中文）—槍炮世界—PP-2000冲锋枪（页面存档备份，存于）
- （简体中文）—華夏經緯網—俄內務部放棄AK 改用新型PP2000衝鋒槍
- （简体中文）—人民网—PP-2000：枪小杀伤力大（页面存档备份，存于）